# 闫丽娟
闫丽娟（1964年—），黑龙江双城人，汉族，中华人民共和国政治人物、全国人民代表大会江苏地区代表。
毕业于上海交通大学高级管理人员工商管理专业。担任徐工集团副总工程师。2008年起担任全国人大代表。2013年，被选为全国人大代表。2018年2月24日，当选为第十三届全国人大代表。